# ایزابل کرووسکی
ایزابل کرووسکی (آلمانی: Isabel Kerschowski؛ زادهٔ ۲۲ ژانویهٔ ۱۹۸۸) یک بازیکن زن فوتبال اهل آلمان است. 
پست وی مهاجم است. وی در حال حاضر برای تیم باشگاهی وولفسبورگ و تیم ملی فوتبال زنان آلمان بازی می‌کند. او در جام جهانی فوتبال زنان زیر ۲۰ سال و در سال ۲۰۰۸ میلادی یکی از اعضای این تیم بود.

## پیشهٔ بین‌المللی
او یکی از اعضای تیم آلمان در المپیک ۲۰۱۶ بود و موفق شد به همراه تیم مدال طلای المپیک را بدست بیاورد.

### گل‌های ملی
فهرست گل‌ها و نتایج تیم آلمان:
| کرووسکی – گل زده برای تیم ملی آلمان | کرووسکی – گل زده برای تیم ملی آلمان | کرووسکی – گل زده برای تیم ملی آلمان | کرووسکی – گل زده برای تیم ملی آلمان | کرووسکی – گل زده برای تیم ملی آلمان | کرووسکی – گل زده برای تیم ملی آلمان | کرووسکی – گل زده برای تیم ملی آلمان    |
| #                                   | تاریخ                               | مکان                                | حریف                                | گل                                  | نتیجه                               | رقابت                                  |
| ----------------------------------- | ----------------------------------- | ----------------------------------- | ----------------------------------- | ----------------------------------- | ----------------------------------- | -------------------------------------- |
| ۱.                                  | ۸ آوریل ۲۰۱۶                        | استانبول، ترکیه                     | ترکیه                               | ۱–۰                                 | ۶–۰                                 | انتخابی مسابقات فوتبال زنان اروپا ۲۰۱۷ |
| ۲.                                  | ۸ آوریل ۲۰۱۶                        | استانبول، ترکیه                     | ترکیه                               | ۳–۰                                 | ۶–۰                                 | انتخابی مسابقات فوتبال زنان اروپا ۲۰۱۷ |
| ۳.                                  | ۸ آوریل ۲۰۱۶                        | استانبول، ترکیه                     | ترکیه                               | ۶–۰                                 | ۶–۰                                 | انتخابی مسابقات فوتبال زنان اروپا ۲۰۱۷ |

منبع:

## افتخارات

### اف.اف. سی توربین پوتسدام
- لیگ قهرمانان اروپا زنان: قهرمان فصل ۱۰–۲۰۰۹
- بوندس‌لیگا: قهرمان فصلهای ۰۶–۲۰۰۵ ،۰۹–۲۰۰۸، ۱۱–۲۰۱۰، ۱۲–۲۰۱۱
- جام حذفی: قهرمان فصل ۰۶–۲۰۰۵.

### وی اف ال وولفسبورگ
- جام حذفی: قهرمان فصلهای ۱۵–۲۰۱۴، ۱۶–۲۰۱۵

### تیم ملی زنان آلمان
- بازی‌های المپیک تابستانی: طلای المپیک، ۲۰۱۶
- مسابقات فوتبال زنان زیر ۱۹ سال اروپا: قهرمان سالهای ۲۰۰۶ و ۲۰۰۷